# Hekling
Hekling (polnisch Hejking; † 26. August 1672) war ein aus Kurland stammender Deutsch-Balte aus dem Adelsgeschlecht Heyking im Dienste der polnischen Krone und Major der Artillerie in der Festung Kamieniec Podolski. Im Angesicht der Kapitulation und Einnahme der Festung Kamieniec Podolski durch die Truppen des Osmanischen Reiches sprengte er sich 1672 im Munitionslager in die Luft. Bei der Explosion kamen bis zu 800 Menschen ums Leben, unter ihnen auch Oberst Jerzy Wołodyjowski. Beide wurden in Henryk Sienkiewicz’ Roman Pan Wołodyjowski (Oberst Wołodyjowski) verewigt.

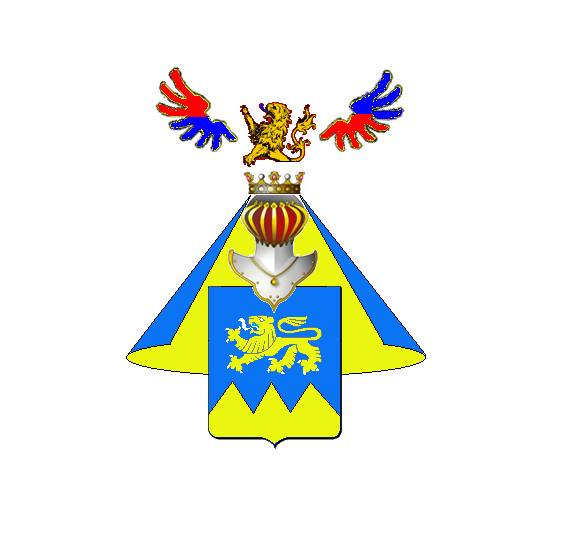
Wappen des Adelsgeschlechts Hejking
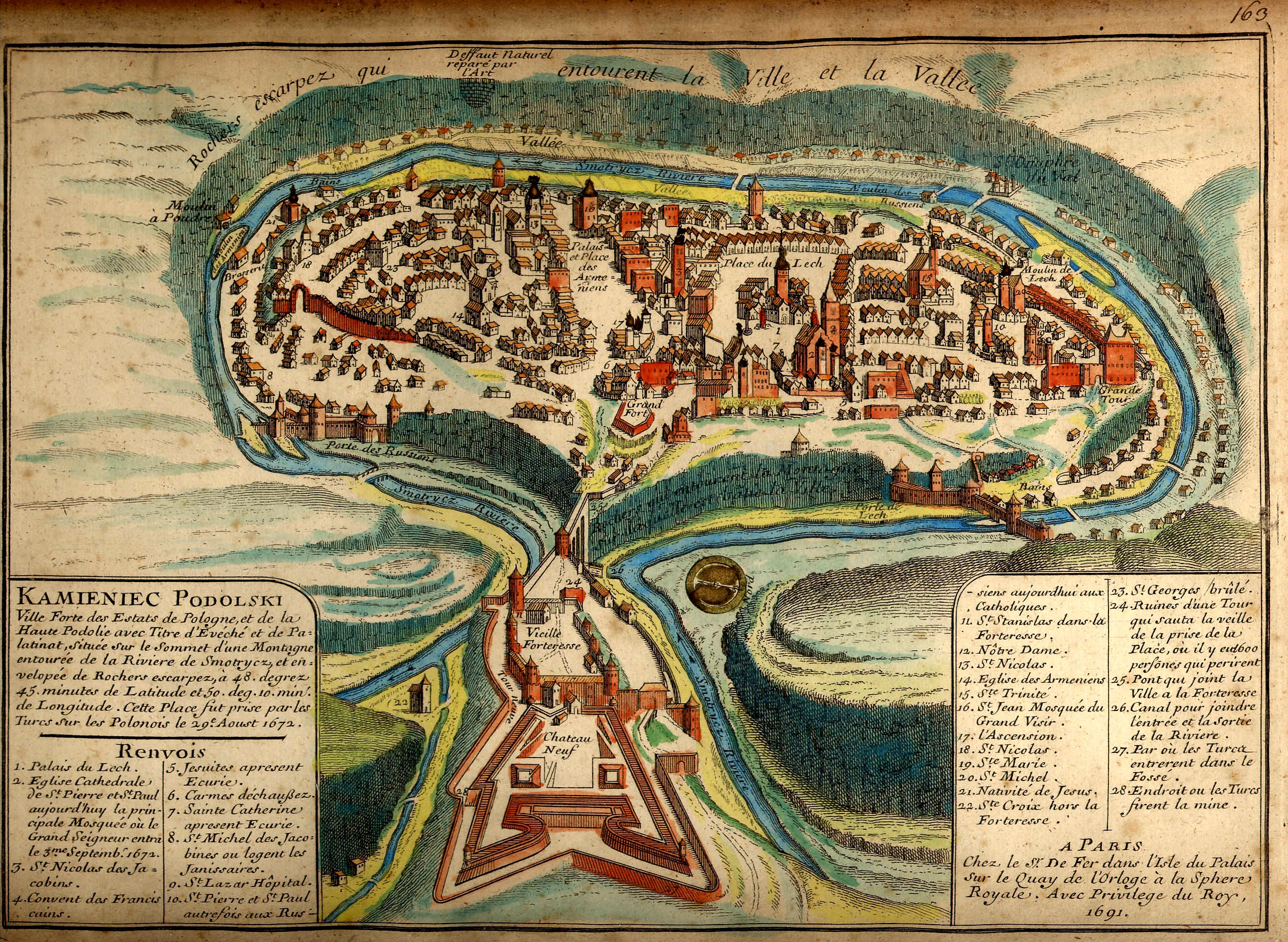
Französische Karte von 1691 mit Stadt und Festung.
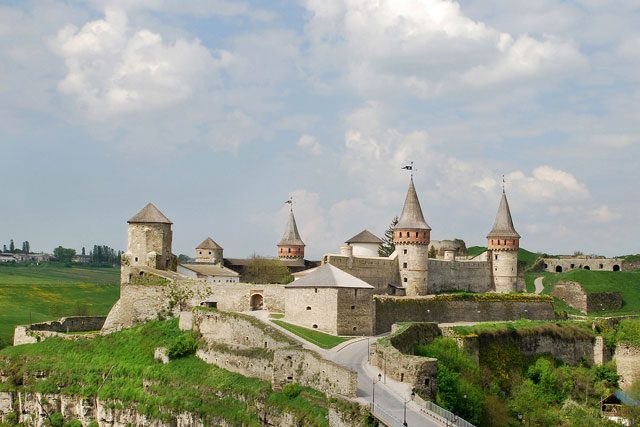
Die Festung im Jahr 2008